# Urmas
Urmas ist ein estnischer männlicher Vorname, der selten auch in Finnland vorkommt.

## Namensträger
- Urmas Arumäe (* 1957), estnischer Rechtswissenschaftler und Politiker
- Urmas Hepner (* 1964), estnischer Fußballspieler
- Urmas Kaldvee (* 1961), estnischer Biathlet
- Urmas Kaljend (* 1964), estnischer Fußballspieler
- Urmas Kirs (* 1966), estnischer Fußballspieler
- Urmas Kruuse (* 1965), estnischer Politiker
- Urmas Paet (* 1974), estnischer Politiker, Außenminister (2005–2014)
- Urmas Reinsalu (* 1975), estnischer Politiker
- Urmas Rooba (* 1978), estnischer Fußballspieler
- Urmas Roosimägi (* 1958), estnischer Brigadegeneral
- Urmas Sisask (1960–2022), estnischer Komponist und Musiker
- Urmas Vadi (* 1977), estnischer Schriftsteller
- Urmas Välbe (* 1966), estnischer Skilangläufer
- Urmas Viilma (* 1973), estnischer lutherischer Geistlicher und Erzbischof